# Het balanseer
het balanseer (zonder hoofdletters) is een Belgische literaire uitgeverij. Ze werd in 2007 opgericht als vereniging zonder winstoogmerk te Aalst. In 2016 werd Gent de plaats van vestiging.
De naam 'het balanseer' is ontleend aan een tekst uit de verhalenbundel Tandafslag van cultschrijver C.C. Krijgelmans, wat de eerste uitgave in het fonds was.

## Fonds
De fondslijst van het balanseer beperkt zich niet tot een specifiek genre, of uitsluitend tot boeken. Het fonds beslaat de domeinen proza, poëzie, essay, beeld en geluid. De uitgaven kennen vaak een eigenzinnige vormgeving. Onder dat laatste bracht de uitgeverij cd's en vinylplaten uit. Over het algemeen vallen de 'het balanseer' uitgaven onder experimentele literatuur, waarbinnen minder voor de hand liggende literaire, auditieve en beeldende vormen een plaats krijgen en soms verbanden aangaan. Zo werkt het balanseer onder meer samen met de klankdichter Jaap Blonk, met de muzikant/performancekunstenaar/dichter Gerard Herman en met literair enfant terrible dichter/romancier Harry Vaandrager. Anno 2024 heeft het balanseer meer dan 90 uitgaven in het fonds, van 43 auteurs/kunstenaars, waaronder ook Dominique De Groen, Arno Van Vlierberghe, Willy Roggeman, Marc Kregting en Lidy van Marissing. 

## Prijzen
- Prijs voor Best Vormgegeven Boeken in 2009, 2010, 2011 en 2012[2]
- Interprovinciale Prijs voor Letterkunde 2009 voor Cadenas van Willy Roggeman
- Louis Paul Boonprijs 2012 voor De verzwegen Boon van Pol Hoste
- J. Greshoff-prijs 2012 voor Nazi te Venlo van Lucas Hüsgen
- De Lokienprijs, een prijs toegekend door de Sybren Polet Stichting aan het balanseer[3]
- J.C.Bloem-poëzieprijs 2015 voor Liederen van een kapseizend paard van Els Moors (i.s.m. uitgeverij Nieuw Amsterdam)
- Frans Vogel Poëzieprijs 2019 voor Dominique De Groen[4]
- Henry Van de Velde Award 2020 voor het ontwerp van Eva Moulaert (Dear Reader) voor de roman Helblauw van Thomas Meinecke
- Berliner Literaturpreis 2020 voor Thomas Meinecke
- Cultuurprijs van de Stad Gent 2022 voor Dominique De Groen
- Jan Campert-prijs 2022 voor Dominique De Groen
- De Grote Poëzieprijs 2023 voor wilde dood  van marwin vos
- Sybren Poletprijs 2024 voor Lidy van Marissing
- De Poëzie Debuutprijs 2024 voor De richting is richting omleiding van Bob Vanden Broeck